# جان أسعد حداد
جان أسعد حداد (17 كانون الأول 1926 - 22 كانون الثاني 2021)، هو رئيس أساقفة لبناني، شغل منصب رئيس أساقفة أبرشية الروم الملكيين الكاثوليك في صور في لبنان.

## حياته
ولد حداد في كانون الأول ديسمبر 1926 في بيت شباب بلبنان. في 2 تموز (يوليو) 1950 نال سيامته الكهنوتية. في 26 أكتوبر / تشرين الأول 1988، خلف المطران جورج حداد في منصب رئيس أساقفة صور. كرسه بطريرك أنطاكية مكسيموس الخامس حكيم أسقفًا في 27 تشرين الثاني (نوفمبر) 1988 ،  ومرافقيه المطران غريغوار حداد بصفته رئيس أساقفة أضنة للملكيين اليونانيين وحبيب باشا ، و SMSP لبيروت وجبيل.